# Siegfried de Merseburg
Siegfried de Merseburg (n. 895 d.Hr. – d. 10 iulie 937 d.Hr.) a fost conte și margraf de Merseburg de la o dată rămasă necunoscută de dinainte de 934 până la moarte. El nu figurează sub titlul de margraf în chartele și diplomele regale contemporane, drept pentru care acest titlu nu a fost niciodată oficial.
Siegfried a fost probabil fiul contelui Thietmar de Merseburg, tutorele  regelui romano-german Henric I Păsărarul. El a fost numit procurator în Ducatul de Saxonia în 936. Noul rege, Otto I cel Mare, l-a plasat pe fratele său mai mic, Henric sub "custodia protectivă" a lui Siegfried (altfel spus, Henric a fost arestat în Bavaria) pe parcursul festivităților de încoronare a sa ca rege al Germaniei. În acea vreme, Siegfried era considerat ca fiind „al doilea om după rege”, potrivit cronicarului Widukind de Corvey.
Atunci când Siegfried a murit, marca sa a constituit obiect de dispută între Thankmar, văr al său (pe linie maternă) și frate al regelui Otto, și Gero, propriul său frate și preferatul regelui.
Prima soție a lui Siegfried a fost Ermenburga (Irminburga), fiică a lui Otto I de Saxonia. A doua sa căsătorie a fost cu Guthia (Guhtiu) în 936, care, odată devenită văduvă, a fost fondatoare și prima stareță de Gröningen. 